# Manapire
Manapire je rijeka u Venezueli. Pritoka je rijeke Orinoco.